# 埃斯基爾斯島
55°43′59″N 12°05′4″E / 55.73306°N 12.08444°E

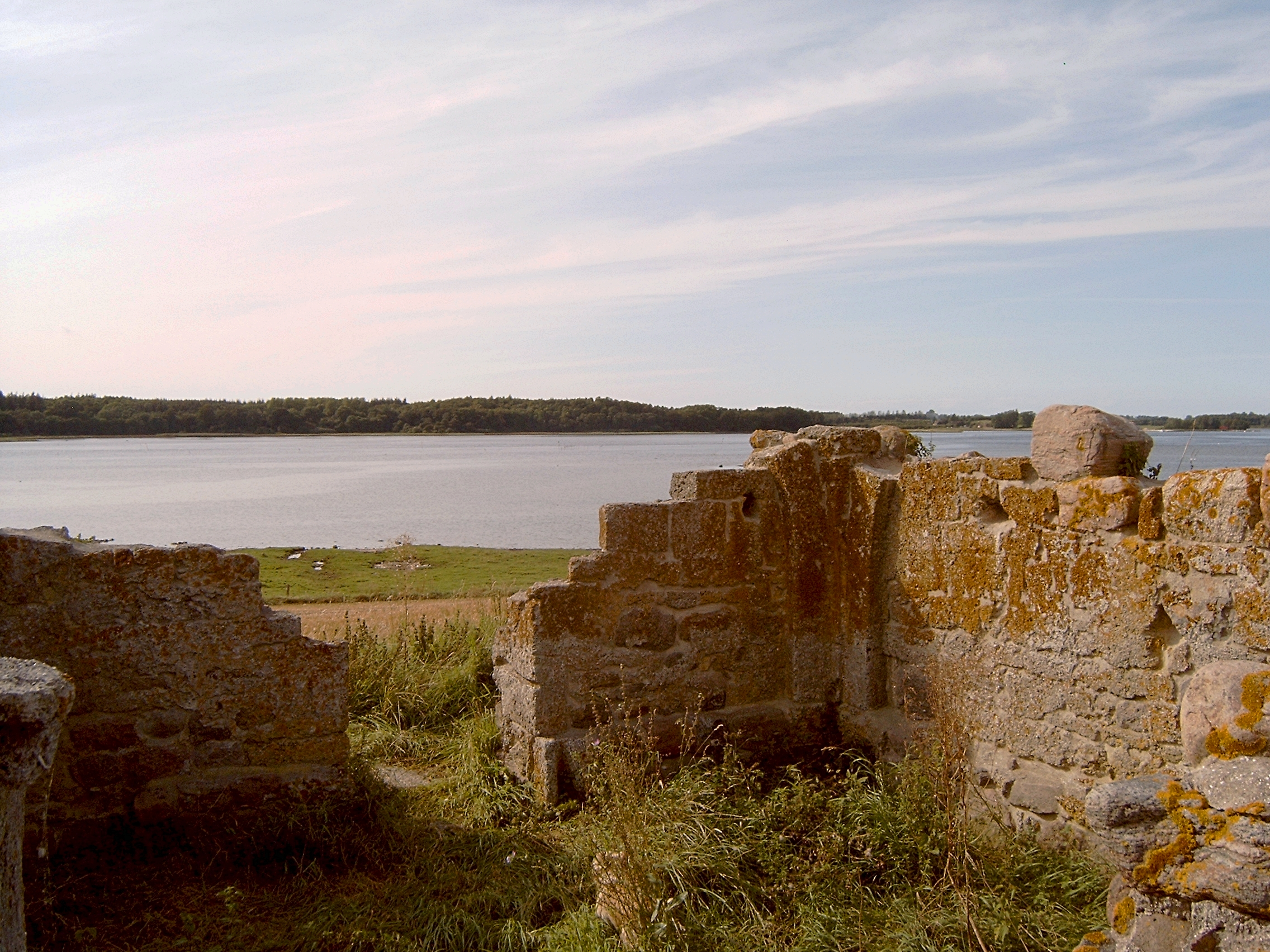
島上的修道院遺跡

埃斯基爾斯島（丹麥語：Eskilsø），是丹麥的島嶼，位於西蘭島東北部，由腓特烈松自治市負責管轄，面積1.4平方公里，2018年該島有6名居民，人口密度每平方公里4.3人。
12世紀時，島上有一座聖奧古斯丁修道會的修道院埃斯基爾斯修道院，至今仍可見到修道院教堂的遺跡。